# Абдимов щъркел
Абдимов щъркел (Ciconia abdimii) е вид африкански черен щъркел, наречен на османския губернатор на Уади Халфа в Судан – Бей Ел Арнаут Абдим (1780 – 1827).

## Географско разпространение
Видът е разпространен в цяла Субсахарска Африка.

## Морфологични особености
Абдимовият щъркел е с черно оперение на тялото и бели гърди, сиви крака, червени колена и стъпала, сив клюн. Той има червена кожа на лицето пред очите и синя кожа близо до клюна по време на размножителния сезон. Това е най-малкият представител на род Щъркели с височина от 73 cm и тегло около 1 kg. Женските снасят две или три яйца. Приличат на мъжките, с тази разлика на това, че са по-дребни.

## Хранене
В диетата на Абдимовия щъркел влизат скакалци, гъсеници и други големи насекоми. Често птиците се хранят и с малки влечуги, земноводни, мишки, раци и яйца.